# عبد القادر بختي
عبد القادر بختي هو لاعب كرة قدم جزائري في مركز الهجوم، ولد في 30 أكتوبر 1987 في عين الدفلى في الجزائر. لعب مع أولمبي المدية واتحاد عنابة.